# الحفلة (فلم 1968)
الحفلة بالانكليزية The Party هوفيلم كوميدي أمريكي تم اصداره عام 1968م تم اخراجه من قبل بليك إدواردز, ومن بطولةبيتر سلرز و كلودين لونغيت. 
حقق الفيلم نجاحا باهرا عند اصداره و حصل علامة مرتفعة بال IMDb و هي 7.6/10.

## روابط خارجية
- مقالات تستعمل روابط فنية بلا صلة مع ويكي بيانات